# 後勁聖雲宮
聖雲宮，居民通稱其為老祖廟，主祀保生大帝，是一間位在臺灣高雄楠梓後勁的大道公廟，為該地區的境主，在每年農曆正月十三日舉辦安釘五營符平安遶境活動。上一次宗教慶典於2021年聯合鳳屏宮、福德祠舉行辛丑年科禳災和瘟三朝祈安清醮暨前往蚵仔寮海墘請火進香大典。在後勁反五輕運動當中，後勁聖雲宮與鳳屏宮、萬應公廟、福德祠等等有著相當重要的地位，是反五輕運動當中居民與當地文化信仰中心融為一體的精神象徵。

## 沿革
康熙58年（1719年）《鳳山縣志》所載「慈濟宮：一在鳳山上莊。一在硫磺水莊。一在半屏山後」。
乾隆29年（1764年）《重修鳳山縣志》中記載「慈濟宮，在興隆莊萬丹港口。創建舊，尋圮；乾隆二十八年重修。相傳海岸上漂流神像於此，鄉民立廟祀之（又在一縣署前大街、一在興隆莊新岐鳳、一在鳳山上莊、一在半屏山後勁、一在維新里竹仔港……。）」
光緒21年（1895年）《鳳山縣采訪冊》所載在今高雄市境內保生大帝廟宇有：「一在桃仔園莊，縣西北十八里，屋五間，光緒十七年黃見募修。一在後頸莊（半屏），縣西北十八里，屋四間，嘉慶二十一年重修」
道光10年（1830年）於半屏山的東北側，現今高雄煉油廠區由在地仕紳陳恭德發起募捐遷移至現址。
明治44年（1911年）因颱風災損，林啟泰、林海等人重建，歷時三年完成。
昭和18年（1943年）一度改為派出所，民國79年（1990年）重建，民國84年（1995年）竣工，興建費用兩億元，為現今廟宇樣貌。

## 祀神
主祀開基保生大帝神像為軟身神像，配祀神明有註生娘娘、福德正神、觀音佛祖、虎爺、四聖尊者、中壇元帥。

## 外部連結
- 高雄後勁聖雲宮&鳳屏宮&福德詞臉書粉絲團
- 再探後勁地區的地方公廟-打狗高雄 （页面存档备份，存于）